# Сульфіт-спиртова барда
Сульфіт-спиртова барда (ССБ) — побічний продукт (відходи) при переробці подрібненої деревини — целюлози, що містить не більше 20-30 % води. У хімічному відношенні висока в'язка здатність ССБ обумовлена наявністю кальцієвих, натрієвих та амонієвих солей лігносульфонових кислот — активних ПАР.
Фізико-хімічні властивості ССБ залежать від якості деревини та технології її переробки. Найефективніші рідкі бардяні концентрати (КБР) із сульфіт-дріжджової бражки з вмістом сухих ССБ 44-50 % і тверді бардяні концентрати (КБТ), у яких вміст останніх досягає 80 %.
Наявність у ССБ великого числа різних функціональних груп сприяє активному закріпленню цього зв'язуючого на твердій поверхні, швидкому висиханню та тонкослоєвому розтіканню по поверхні субстрату з утворенням міцних адсорбційних зв'язків. Ці процеси активізуються при нагріванні. Однак застосування сульфіт-спиртової барди як зв'язуючого обмежене. Брикети, виготовлені із цих зв'язуючих, неводостійкі і мають великий вміст сірки. Перша обставина по-в'язана з надмірною розчинністю ССБ у воді. Підвищити водостійкість брикетів можна присадкою до брикетної суміші невеликих кількостей каустичного магнезиту Mg, сухогашеного вапна (пушонки) СаОН, гідроксида глинозему Al(ОН)з або глини. Сірка в ССБ негативно впливає на наступну переробку рудних і вугільних брикетів. Тому, якщо витрати зв'язуючого великі, ССБ необхідно знесірчувати шляхом повільної упарки.